# Parobrod
Parobrod  je brod pogonjen uz pomoć vodene pare. Vodena para se dobiva iz kotlova na kruta ili tekuća goriva. Pogon može biti s bočnim kotačima i lopaticama (prvotni oblik), propelerima ili turbinama.
Prvi parobrod koji je plovidbom donosio dobit je 1807. sagradio (a 1809. patentirao) Amerikanac Robert Fulton. Međutim, prvi parobrodi su nastali još i prije, potkraj 18. stoljeća.
Titanic je zasigurno najpoznatiji i u svoje vrijeme najveći parobrod na svijetu.

## Vanjske poveznice
- Parobrod Hrvatska tehnička enciklopedija, portal hrvatske tehničke baštine. LZMK

### Ostali projekti
|  | Zajednički poslužitelj ima još gradiva o temi Parobrod |